# یاتالا (سری‌لانکا)
یاتالا (به لاتین: Yatala) یک منطقهٔ مسکونی در سری‌لانکا است که در استان مرکزی (سری‌لانکا) واقع شده‌است.